# Flecha Valona 1994
La Flecha Valona 1994 se disputó el 20 de abril de 1994, y supuso la edición número 58 de la carrera. El ganador fue el italiano Moreno Argentin. El también italiano Giorgio Furlan y el ruso Yevgueni Berzin completaron el podio, siendo respectivamente segundo y tercero.

## Clasificación final
| Pos. | Ciclista             | Equipo        | Tiempo   |
| ---- | -------------------- | ------------- | -------- |
| 1    | Moreno Argentin      | Gewiss-Ballan | 4h56'00" |
| 2    | Giorgio Furlan       | Gewiss-Ballan | s.t.     |
| 3    | Yevgueni Berzin      | Gewiss-Ballan | a 22"    |
| 4    | Gianni Bugno         | Polti         | a 1'14"  |
| 5    | Stefano Della Santa  | Mapei-CLAS    | s.t.     |
| 6    | Francesco Casagrande | Mercatone Uno | a 1'23"  |
| 7    | Claudio Chiappucci   | Carrera       | s.t.     |
| 8    | Davide Cassani       | GB-MG Magl.   | a 1'29"  |
| 9    | Ronan Pensec         | Novemail      | a 1'35"  |
| 10   | Marco Giovannetti    | Mapei-CLAS    | a 1'39"  |